# Chess Titans
Chess Titans (рус. Шахматные Титаны) — шахматная компьютерная игра, разработанная компанией Oberon Games для Microsoft и изданная Microsoft Studios в 2007 году. Является одной из стандартных игр операционных систем Windows Vista (начиная с редакций «Домашняя расширенная») и Windows 7.

## Игровой процесс
Chess Titans подчиняется традиционным правилам игры в шахматы. Игровое поле представляет собой шахматную доску, двое соперников управляют традиционными шахматными фигурами. В игре присутствует как однопользовательский режим, в котором противником игрока-человека является компьютер, так и многопользовательский, в котором имеют возможность соревноваться два человека. При игре с компьютером игрок может выбирать цвет своих фигур. Имеется возможность вернуть партию на любое количество ходов назад. При выборе фигуры клетки, на которые она может ходить, подсвечиваются. Также реализованы внутриигровые подсказки. Текущую игру можно сохранить для продолжения при следующем запуске программы; результаты игры могут записываться в файл статистики.
Реализована система из десяти уровней сложности игрока-компьютера. Первый уровень сложности, по мнению обозревателя от ресурса Genius Prophecy Chess, предназначен для новичков, десятый может оказаться сложным даже для лучших игроков.
Графика игры реализована в 3D-режиме, во время многопользовательской игры шахматная доска поворачивается к каждому игроку его частью доски, когда следует ход этого игрока. Для меньшего расхода системных ресурсов существует режим «Диаграмма», в котором шахматная доска изображается двумерной. В обоих режимах присутствует анимация движения фигур и звук касания доски этими фигурами. Наличие или отсутствие каждого из параметров настраивается опционально. Игрок также может выбирать внешний вид шахматных фигур («фарфор», «матовое стекло», «дерево») и доски («фарфор», «мрамор», «дерево»), либо настроить случайный выбор этих параметров.

## Обзоры
Обозреватели, рассмотревшие игру, оценили её в целом положительно. Ресурс Genius Prophecy Chess, специализирующийся на шахматах, назвал Chess Titans «живописной, полностью анимированной игрой в шахматы, подходящей для всех шахматистов», хотя и отметил слишком медленную игру компьютера на уровнях сложности выше «8». Сайт GameSpot в своём обзоре стандартных игр Windows Vista также положительно оценил графику игры, похвалив, в частности, визуализацию шахматных фигур, но отметил отсутствие игры в выпуске «Home Basic» системы Windows Vista.